# Overtown (Miami)
 (août 2025).
Si vous disposez d'ouvrages ou d'articles de référence ou si vous connaissez des sites web de qualité traitant du thème abordé ici, merci de compléter l'article en donnant les références utiles à sa vérifiabilité et en les liant à la section « Notes et références ».
Overtown est un quartier de la ville de Miami aux États-Unis, situé au nord-ouest de Downtown.
Il est l'un des plus pauvres de la ville.